# Буняченко, Сергей Кузьмич
Серге́й Кузьми́ч Буняче́нко (5 октября 1902, село Коровяковка, Курская губерния, Российская империя — 1 августа 1946, Москва, СССР) — полковник Красной армии (1938). Позднее, генерал-майор и командир Первой пехотной дивизии РОА вооружённых сил КОНР в 1944—1945 годах.
С 5 на 7 мая 1945 года его дивизия оказала помощь Пражскому восстанию, выступив на стороне восставших. Сдавшись в плен к американцам, 15 мая 1945 года Буняченко был передан американскими военными в руки РККА. В 1946 году по приговору Военной коллегии Верховного Суда СССР, вместе с генералом Андреем Власовым был осуждён по обвинению в государственной измене, лишён воинских званий и государственных наград СССР за коллаборационизм и участие в вооружённых силах Русской освободительной армии Комитета освобождения народов России, воевавших на стороне нацистской Германии во время Великой Отечественной войны, казнён через повешение 1 августа 1946 года.

## Биография

### Семья и образование
Родился в бедной крестьянской семье, происходившей из Теткинской сотни Сумского слободского казачьего полка.
Окончил Высшую военную школу в Киеве (1923), Военную академию имени М. В. Фрунзе (1935).

### Военная служба в РККА
- С апреля 1918 служил в Красной армии, участник Гражданской войны, воевал против войск Украинской народной республики, белой армии и повстанческих отрядов.
- В 1918 — красноармеец в 1-м повстанческом украинском полку.
- В 1918—1919 — красноармеец в 43-м добровольческом украинском полку.
- В 1919 вступил в Российскую коммунистическую партию (большевиков).
- В 1919—1920 — рядовой 365-го стрелкового полка 41-й стрелковой дивизии.
- В 1920 учился на курсах младшего командирского состава в Харькове, затем в составе сводного отряда курсантов служил на Юго-Западном фронте.
- В октябре 1920 — январе 1921 — командир взвода на пехотных курсах младшего командирского состава.
- В 1921 — помощник командира роты на пехотных курсах.
- В 1921—1923 учился в Высшей военной школе в Киеве[2].
- В 1923—1924 — помощник командира роты в 8-м Крымском полку в Киеве.
- С 1924 проходил службу в Туркестане, где участвовал в боях против повстанческих формирований, за что награждён именными часами и нагрудным знаком «За боевые заслуги» Таджикской республики.
- В 1924—1925 — помощник командира роты в 9-м Туркестанском полку.
- В 1925—1926 — временный помощник командира этого полка.
- В 1926 — помощник начальника полковой школы.
- В 1926—1930 — командир роты, заместитель командира батареи в 3-м Туркестанском полку, затем вновь помощник начальника полковой школы в своём прежнем полку.
- В 1930—1931 — командир учебной роты.
- В 1931—1932 — начальник полковой школы.
- В 1932—1935 учился в Военной академии имени М. В. Фрунзе.
- В 1935—1938 — начальник штаба 78-го отдельного полка.
- В 1937 исключался из ВКП(б) за критику политики коллективизации, но затем исключение было заменено на строгий выговор с предупреждением.
- В 1938 — начальник первой части штаба 26-й стрелковой дивизии, затем помощник начальника штаба 39-го стрелкового корпуса.
- В 1938 участвовал в боях с японскими войсками у озера Хасан[2].
- В 1938—1940 — помощник командира 39-й стрелковой дивизии.
- В феврале 1940 — марте 1942 — начальник штаба 26-го стрелкового корпуса.
- С марта 1942 — командир 389-й стрелковой дивизии на Закавказском фронте. Находясь на этом посту, во время оборонительных боёв в августе 1942 получил приказ о взрыве моста через реку Терек на участке Моздок-Червлёное и выполнил его. Однако часть подразделений Красной армии не успели до этого переправиться через реку и оказались отрезаны от основных сил. Виновником был признан Буняченко, которого отстранили от командования дивизией и отдали под суд.
- 2 сентября 1942 приговорён военным трибуналом Северной группы войск Закавказского фронта к расстрелу, с заменой приговора 10 годами лагерей с отбытием наказания после окончания войны.
- В октябре 1942 был назначен командиром 59-й отдельной стрелковой бригады. Принял эту воинскую часть серьёзно ослабленной, потерявшей в предыдущих боях более 35 % личного состава. В середине октября 1942 в жестоких оборонительных боях бригада понесла новые потери, а в ноябре была практически уничтожена. В этом поражении также был обвинён Буняченко, которому угрожал новый арест.
- В декабре 1942 был взят в плен разведгруппой 2-й румынской пехотной дивизии в 25 км западнее города Орджоникидзе (ныне Владикавказ).

### В рядах Русской освободительной армии
В январе-июне 1943 года содержался в лагерях военнопленных в Крыму и Херсоне. 7 мая 1943 подал заявление о вступлении в ряды Русской освободительной армии (РОА), преподавал в офицерской школе. С сентября 1943 — офицер связи РОА при штабе 7-й германской армии в Ле-Ман (Западный фронт). Занимался инспекцией восточных добровольческих батальонов на побережье Франции, в июне-июле 1944 руководил сводным полком из двух восточных батальонов, который вёл боевые действия против англо-американских войск. За заслуги был награждён немецким командованием Железным крестом 2-го класса и двумя медалями для восточных добровольцев.
С 10 ноября 1944 года — командир Первой пехотной дивизии РОА вооружённых сил Комитета освобождения народов России (ВС КОНР). Сформировано это соединение было из различных подразделений русских добровольцев на немецкой службе, в том числе из 29-й гренадерской дивизии СС, командиром которой был бригадефюрер Бронислав Каминский, расстрелянный ранее немцами. В состав первой дивизии вооружённых сил КОНР входили пять пехотных полков, артиллерийский полк, полк снабжения, сапёрный батальон, отдельный разведывательный отряд, истребительно-противотанковый дивизион. Общая численность дивизии — 20 тысяч человек.
В феврале 1945 года был произведён в генерал-майоры. С марта 1945 года находился с дивизией на Восточном фронте, в середине апреля участвовал в боях на Одере (операция «Апрельская погода»), однако 16 апреля дивизия начала не санкционированный немецким командованием марш от линии фронта на Прагу (через Австрию к Югославии), целью которого было соединение всех войск РОА на территории Словении. В планах генерала Власова было соединиться с командовавшим Югославским войском в Отечестве (ЮВО) генералом Драголюбом Михайловичем и лидером югославской организации «Збор» подполковником Димитрие Лётичем, имевшими в своём составе 40 тысяч штыков. Совместно они рассчитывали получить помощь западных стран, чтобы отделить от Югославии северную (антикоммунистическую) часть страны, создав таким образом буфер между Австрией и коммунистической частью Югославии, контролировавшейся маршалом Иосипом Броз Тито. Об этих планах Власов рассказал Буняченко на личной встрече в конце марта на Одерском фронте.

## Помощь Пражскому восстанию
4 мая 1945 года Буняченко подписал соглашение о взаимодействии с участниками Пражского восстания против немцев. Участие дивизии в восстании означало открытый разрыв с немцами и нарушение решений КОНР от 28 марта 1945 года.
6 мая Первая дивизия под командованием Буняченко вступила в бои в Праге на стороне восставших, оттянув на себя силы немецкого гарнизона. В ночь с 6 на 7 мая командир первого полка дивизии подполковник Архипов вступил в переговоры с разведчиками 16-й бронетанковой дивизии бригадного генерала Пирса и узнал от них, что войска Паттона заняли Пльзень и далее на Прагу двигаться не собираются. Тем не менее, в час ночи 7 мая Буняченко отдал приказ о наступлении: «Нужно взять Прагу для спасения наших братьев-чехов». Первая пехотная дивизия участвуя в боях против немцев в Праге освободила некоторые части города — Рузине, Зличин и Петршин, а также взаимодействовала в боях в других пражских кварталах — Страшнице и Панкраце.
Однако к вечеру 7 мая 1945 Чешский национальный совет под влиянием местных коммунистов, преобладавших в совете, был вынужден отказаться от сотрудничества с КОНР и РОА. Не получив никаких гарантий относительно своего союзнического статуса при поддержке восставших, когда на Прагу уже наступали советские войска, Буняченко отвёл дивизию в сторону позиций американских войск на западе чешской территории. 12 мая 1945, получив информацию об отказе американцев принимать официальную капитуляцию дивизии, Буняченко распустил её. Сам он вместе со штабом сдался американцам, но уже 15 мая в селе Дворец (3 км северо-западнее Непомука) был передан советским военным органам.
В 2015 году, в интервью «Радио Прага» глава Чешской Республики Милош Земан признал роль власовцев в освобождении Праги: «Это как в человеческой жизни. Вы совершите нехорошие поступки, которые Власов конечно сделал, но в конце своей жизни сделаете одно хорошее дело».

## Тюрьма, суд, казнь
С 1945 содержался в тюрьме в Москве. Признал себя виновным на следствии и суде. Приговорён к смертной казни Военной коллегией Верховного Суда СССР. 1 августа 1946 года был повешен во дворе Бутырской тюрьмы. Останки казнённых кремировали и захоронили в безымянном рву Донского монастыря.

## Буняченко в воспоминаниях современников
Меня вводят в комнату, где что-то жарится. Около стола, расставив ноги, сидит увесистый генерал в сорочке. Женщина пришивает ему генеральские погоны на френч — он только что произведён в генералы. Я в струнку — отдал рапорт, что 567-й эскадрон прибыл в Ваше распоряжение… Моя фамилия — ротмистр Чавчавадзе. Он на меня посмотрел: «Хм, грузин?… С огоньком». Чувствую, что я накалён.
Я отвечаю: «Грузин-то грузин, но эскадрон выстроен, стоит». «Ну, ничего. У нас всё по-домашнему. Вот вы побудете здесь — увидите». И действительно — у Буняченко во всей дивизии по-домашнему. Он был весьма умный человек. Очень храбрый. Способный принимать решения, и не боялся стоять на своём.— Георгий Николаевич Чавчавадзе

## Награды

### Награды СССР[8]
- Знак отличия Таджикской АССР (№ 25)
- Именные часы от правительства Таджикской АССР
- Медаль «XX лет РККА» (1938)

Впоследствии, по приговору Военной коллегии Верховного Суда СССР, был лишён всех советских наград и званий.

### Иностранные награды[8]
- Железный крест 2-го класса (1944)
- Знак отличия для восточных народов «За заслуги» II кл. «в бронзе»[9] (дважды) (1943—1944)
- Знак отличия для восточных народов За храбрость" I кл. «в серебре» (1943—1944)

### Комментарии
1. ↑  По другим данным, 1-я пехотная дивизия РОА под командованием Буняченко оказала значительную помощь участникам Пражского восстания[4]
2. ↑  В декабре 2019 года муниципальный совет пражского района Ржепорие единогласно одобрил возведение памятника бойцам РОА, павшим при освобождении Праги[5]

### Сноски
1. ↑  Впоследствии лишен звания
2. 1 2 3 4  Блог сайта КВОКУ | Киевское ВОКУ - прославленное военное училище, образованное в 1918 году и расформированное в 1992 году. www.kvoku.org. Дата обращения: 21 сентября 2017. Архивировано 10 июля 2021 года.
3. 1 2 3  Кирилл Щелков. Солдаты армии генерала Власова. «Взять Прагу для спасения братьев-чехов!» Радио Прага. ИноСМИ.Ru (8 мая 2015). Дата обращения: 5 января 2020. Архивировано 20 октября 2020 года.
4. ↑  Лорета Вашкова, Эва Туречкова. Памятник бойцам РОА в Праге: шквал эмоций. Радио Прага (26 ноября 2019). Дата обращения: 12 декабря 2019. Архивировано 27 января 2022 года.
5. ↑  В Праге одобрили установку памятника освобождавшим город бойцам Власова. Радио «Свобода» (11 декабря 2019). Дата обращения: 12 декабря 2019. Архивировано 12 декабря 2019 года.
6. ↑  Александров К. М. Предатель или порядочный солдат? Новые факты о генерале А. А. Власове // Электронная версия газеты «История». — 2005. — Т. 32, № 3. Архивировано 2 декабря 2018 года.
7. ↑  "Материалы по истории Русского освободительного движения". — Москва: Джангар, 1998. — Т. 2. — С. 415, 416. Архивировано 19 сентября 2017 года.
8. 1 2  Александров, 2015, с. 1032.
9. ↑  Орден «За храбрость и заслуги». Дата обращения: 22 сентября 2017. Архивировано 23 сентября 2017 года.